# سام إسماعيل
سام إسماعيل (بالإنجليزية: Sam Esmail)‏ مخرج، منتج، كاتب السيناريو، أمريكي من اصول مصرية. ولد في (17 سبتمبر)، 1977 في مدينة «هوبوكن» بولاية نيوجيرسي، الولايات المتحدة. خلال العامين الماضيين لمع اسم «سام» كمخرج بعدما حاز مسلسله السيد روبوت علي جائزة غولدن غلوب لأفضل مسلسل تلفزيونى درامى، متفوقاً على المسلسل الأشهر صراع العروش والذي كان ينافسه على الفوز بالجائزة.

## بداياته
ولد «سام إسماعيل»، ذو الجذور المصرية، في مدينة «هوبوكن» بولاية بولاية نيوجيرسي الأمريكية لعائلة مسلمة، وفي أثناء دراسته في جامعة نيويورك قام بدراسة الفنون الجميلة وبعد التخرج التحق ببرنامج الإخراج في معهد الفيلم الأمريكي وحصل على درجة الماجيستير.

## أعمالة

### أفلام
| السنة | أسم الفيلم  | الدور | الدور | ملاحظات                    |
| السنة | أسم الفيلم  | مخرج  | كاتب  | ملاحظات                    |
| ----- | ----------- | ----- | ----- | -------------------------- |
| 2014  | Comet       | نعم   | نعم   | أول اعمالة السينمائية      |
| 2014  | Mockingbird |       | نعم   | بالمشاركة مع بريان بيرتينو |

### الأعمال الدرامية
| السنة       | أسم المسلسل | الدور | الدور | الدور       | ملاحظات                               |
| السنة       | أسم المسلسل | كاتب  | مخرج  | منتج تنفيذي | ملاحظات                               |
| ----------- | ----------- | ----- | ----- | ----------- | ------------------------------------- |
| 2015 – 2019 | السيد روبوت | نعم   | نعم   | نعم         | منتج; كاتب (10 حلقات)، مخرج (15 حلقة) |

## وصلات خارجية
- سام إسماعيل على موقع IMDb (الإنجليزية)
- سام إسماعيل على موقع قاعدة بيانات الأفلام العربية
- سام إسماعيل على موقع ألو سيني (الفرنسية)
- سام إسماعيل على موقع أول موفي (الإنجليزية)
- سام إسماعيل على موقع قاعدة بيانات الفيلم (الإنجليزية)
- سام إسماعيل على موقع كينوبويسك (الروسية)
- سام إسماعيل علي موقع سينما دوت كوم